# Snoubení nebe a pekla
Snoubení nebe a pekla (1790–1793, The Marriage of Heaven and Hell) je prozaické dílo anglického preromantického básníka a malíře Williama Blakea, které je nejradikálnějším a nejprovokativnějším Blakeovým útokem na uznávané společenské hodnoty, především na osvícenský racionalismus, pokrytectví církve i na samo Desatero. Jako takové tvoří jakousi přípravu k básníkovým Prorockým knihám.

## Vznik a forma
Stejně jako u ostatních Blakeových děl tvoří stránky knihy leptané desky s textem a ilustracemi. Dílo je psáno poetickou prózou kromě Úvodu (The Argument) a závěrečné Písně svobody (A Song of Liberty). Vzniklo v době radikálních politických názorů po Francouzské revoluci jako polemika se švédským mystikem Emanuelem Swedenborgem. Jeho název je ironickým odkazem na Swedenborgův latinský spis Nebe a peklo (De caelo et ejus mirabilibus et de inferno, ex auditis et visis) z roku 1758. Blake byl sice ovlivněn Swedenborgovým mystickým pojetím nebe, pekla a posledního soudu, ale odmítal jeho morální přísnost a manichejský pohled na dobro a zlo. To jej vedlo k představě depolarizovaného a sjednoceného vesmíru, ve kterém je hmotný svět a fyzická touha součástí božského řádu. Swedenborg je proto ve spise přímo citován a kritizován.

## Obsah

### Názory na nebe a peklo

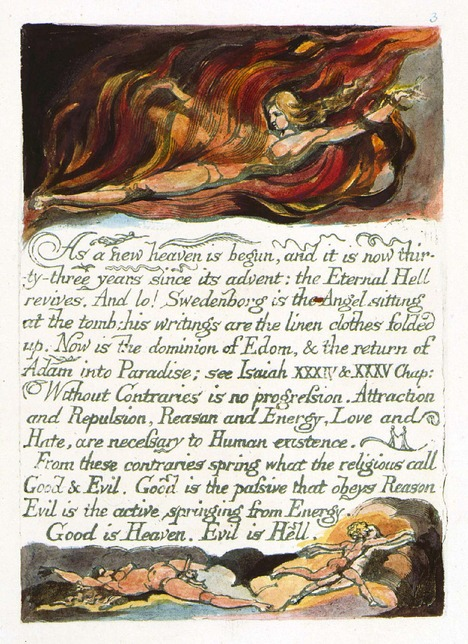
The Marriage of Heaven and Hel

Dílo líčí po vzoru Danteho Božské komedie návštěvu básníka v pekle. Zároveň vykazuje silné vazby na Ztracený ráj Johna Miltona. Na rozdíl od Danta a Miltona chápe Blake peklo nikoliv jako místo trestu, ale jako zdroj nepotlačené energie, který stojí proti autoritářskému a regulovanému nebi. A pokud lidstvo bude moci tuto energii uvolnit, může pak plně poznat svět i sama sebe navzájem a tak vytvořit novou společnost Prohlásil se proto za příslušníka „ďáblovy strany“, protože: „Dobro je pasivita, jež poslouchá rozum. Zlo je aktivita, pocházející z energie. Dobro je ráj. Zlo je peklo.“ O Miltonovi napsal, že byl opravdovým básníkem, který patřil také „ďáblově straně“, aniž o tom věděl, a že Satan je skutečným hrdinou Ztraceného ráje. Tvrdil, že žádná ctnost nemůže existovat bez porušení Desatera, že Ježíš, který byl samá ctnost, jednal podle impulsů a ne podle zásad, a že Bibli lze náležitě porozumět jen tehdy, když se čte v jejím „ďábelském smyslu“.
Dílo končí Písní svobody (A Song of Liberty) a jejími závěrečnými slovy „Neboť vše, co žije, je posvátné“.

### Názory na morálku a náboženství
Blake v díle vyjádřil mimo jiné i své názory na represivní povahu konvenční morálky a institucionálního náboženství:
„Starověcí básníci oživovali všechny hmotné předměty bohy nebo duchy,

dávali jim jména a krášlili je vlastnostmi lesů, řek, hor, jezer, měst, národů, 

a všeho, co jejich dychtivé a nesčetné smysly dokázaly vnímat. 

Obzvláštní pozornost věnovali duchům měst a zemi 

a jim tato místa jakožto duchovní dědictví svěřovali do péče; 

později se však vyvinul systém, jenž byl zneužit k zotročení nevzdělaných 

a duchovní božstva v něm byla abstrahována a oddělena od předmětů: 

tak vzniklo kněžství a různé způsoby uctívání božstev byly převzaty z básnických příběhů. 

A nakonec prohlásili, že takovéto věci pocházejí přímo od boha.

Tak lidé zapomněli, že všechna božstva sídlí v lidském srdci.“.

### Pekelná přísloví

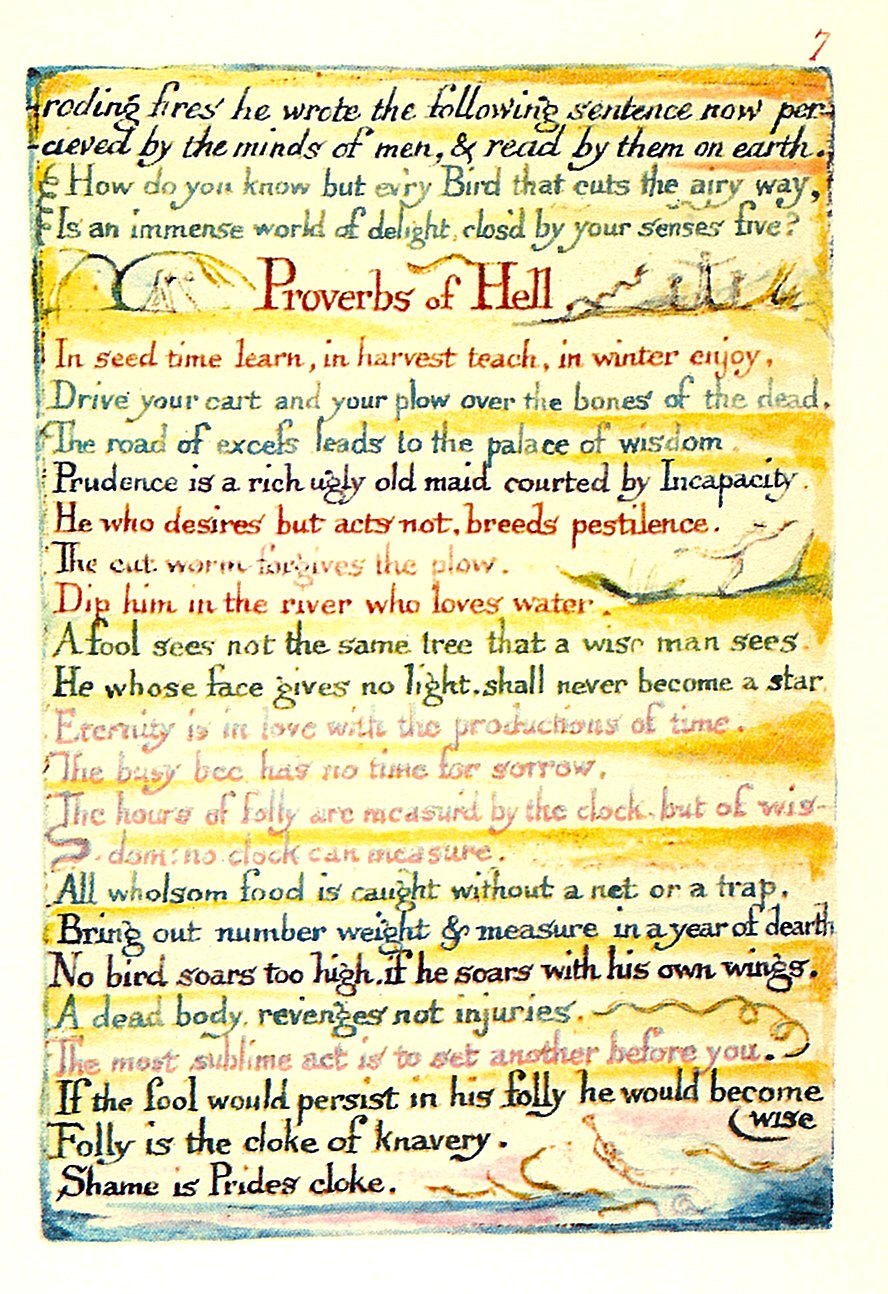
Pekelná přísloví (Proverbs of Hell)

Své filosofické názory Blake vyjádřil také ve formě břitkých aforismů, soustředěných do části nazvané Pekelná přísloví (Proverbs of Hell), kterou tímto názvem postavil do protikladu ke starozákonní Knize přísloví.
Několik ukázek Blakeových aforismů:
- „Od stojaté vody očekávej jed.“
- „Kdyby hlupák trval na své hlouposti, stal by se moudrým.“
- „Vězení se stavějí z kamenů zákona, bordely z cihel náboženství.“
- „Orel nikdy neztratil tolik času, jako když se dal do učení k vráně.“
- „Tygří hněv je moudřejší než koňská drezůra.“
- „Bez protikladů není pokroku.“
- „Stvořit nepatrnou kytičku je práce na celé věky.“
- „Nádrž obsahuje, pramen přetéká.“
- „Nahá žena je dílo boží.“
- „Stejný zákon pro lva i vola znamená útlak.“
- „Jako housenka si pro vajíčka vybírá nejlepší list, tak kněz proklíná nejkrásnější radosti.“[3][8].

## Odraz v kultuře
- Songs and Proverbs of William Blake (1965, Písně a přísloví Williama Blakea), cyklus písní anglického hudebního skladatele Benjamina Brittena na texty vybrané z Pekelných přísloví a Zpěvů zkušenosti.[9]
- The Marriage of Heaven and Hell - Part I. (1995) a The Marriage of Heaven and Hell - Part II. (1996), alba americké power metalové skupiny Virgin Steele.[10]
- Themes from William Blake's The Marriage of Heaven and Hell (1998), studiové album norské hudební skupiny Ulver.[11]

## Česká vydání
Tento seznam obsahuje pouze vydání celého Snoubení nebe a pekla. Ukázky z něho jsou ale uvedeny v různých výborech z Blakeova díla.
- Snoubení nebe a pekla, Olomouc: Čeněk Beran 1931, přeložil Otto František Babler.
- Snoubení nebe a pekla, Liberec: Dauphin 1994, přeložil Jaroslav Skalický a Otto František Babler.
- Snoubení Nebe a Pekla, Praha a Litomyšl: Paseka 1999, přeložila Sylva Ficová, souběžný anglický text na reprodukcích originálních grafických listů.
- Prorocké knihy, Praha: BB art 2002, přeložil Zdeněk Hron, kniha obsahuje také Snoubení nebe a pekla.